# Hugo Riemann

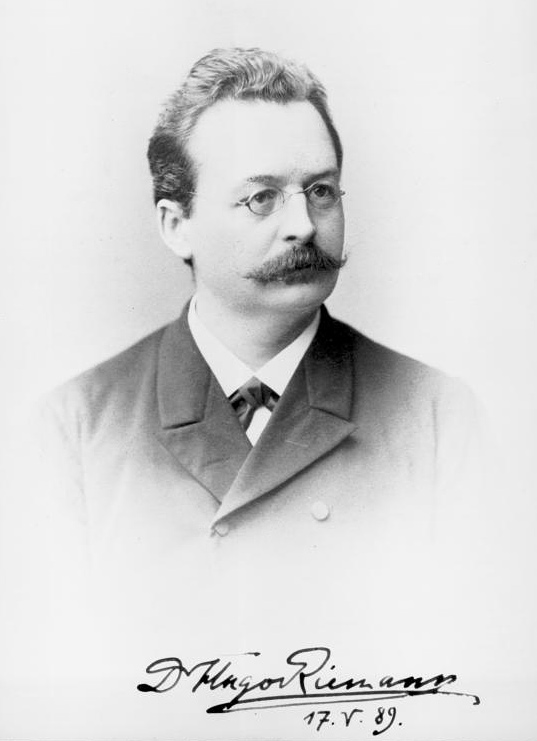

Karl Wilhelm Julius Hugo Riemann (ur. 18 lipca 1849 w Grossmehlra koło Sondershausen, zm. 10 lipca 1919 w Lipsku) – niemiecki muzykolog, autor licznych prac z wielu obszarów muzykologii.

## Życiorys
Studiował prawo oraz inne kierunki w Berlinie i Tybindze. Po wzięciu udziału w wojnie francusko-niemieckiej, postanowił poświęcić swoje życie muzyce, studiował w konserwatorium w Lipsku. Następnie udał się do Bielefeld, gdzie pracował przez kilka lat jako nauczyciel, ale później znowu powrócił na lipski uniwersytet jako Privatdozent. W 1880 roku pojechał do Brombergu, lecz już w latach 1881-90 był nauczycielem fortepianu i teorii w konserwatorium w Hamburgu. Piastował też stanowisko w Wiesbaden (1890–1895), choć ostatecznie kolejny raz wrócił na uniwersytet w Lipsku. W 1901 został mianowany profesorem.

## Dorobek naukowy
Poza pracą w charakterze nauczyciela, wykładowcy i kompozytora utworów pedagogicznych, Riemann był uznanym całym świecie autorem prac z zakresu muzykologii. Jego najbardziej znane dzieła to Musiklexikon, kompletny słownik muzyki i muzyków, Handbuch der Harmonielehre, praca nad studium harmonii i Lehrbuch des Contrapunkts, podobne praca dotycząca kontrapunktu, z których wszystkie zostały przetłumaczone na język angielski i inne języki. Jeden z jego wynalazków, Tonnetz (siatka tonów) jest poprzednikiem nowoczesnej koncepcji przestrzeni dźwięków. Jest współautorem biografii Beethovena oraz edytorem szeregu wydań dzieł muzycznych.
Jego uczniem był m.in. Max Reger.

## Dzieła

### Książki
- Musikalische Logik. Hauptzüge der physiologischen und psychologischen Begründung unseres Musik-systems (Leipzig, 1873); zugleich als Dissertation Über das musikalische Hören (1874)
- Die Hülfsmittel der Modulation (Kassel, 1875)
- Die objective Existenz der Untertöne in der Schallwelle (Kassel, 1875)
- Vademecum für den ersten Klavierunterricht (Leipzig, 1876)
- Musikalische Syntaxis. Grundriß einer harmonischen Satzbildungslehre (Leipzig, 1877)
- Studien zur Geschichte der Notenschrift (Leipzig, 1878)
- Skizze einer neuen Methode der Harmonielehre (Leipzig, 1880); ab der zweiten Auflage 1887 als Handbuch der Harmonielehre
- Die Entwickelung unserer Notenschrift (Leipzig, 1881)
- Musik-Lexikon (Leipzig, 1882); fertiggestellt und bearbeitet von Alfred Einstein (Berlin, 9. Auflage 1919-11. Auflage 1929); als Riemann-Musik-Lexikon, 5 Bände, herausgegeben von Wilibald Gurlitt, Hans Heinrich Eggebrecht und Carl Dahlhaus (Mainz, 12. Auflage 1959-1975)
- Die Natur der Harmonik (Leipzig, 1882)
- Elementar-Musiklehre (Hamburg, 1883)
- Neue Schule der Melodik (Hamburg, 1883)
- Vergleichende theoretisch-praktische Klavier-Schule, 3 Teile (Hamburg/St. Petersburg, 1883), vierte Auflage 1912 in Leipzig als Vergleichende Klavierschule
- Der Ausdruck in der Musik (Leipzig, 1883)
- Musikalische Dynamik und Agogik (Hamburg/St. Petersburg/Leipzig, 1884)
- Praktische Anleitung zum Phrasieren (Leipzig, 1886), mit C. Fuchs
- Opern-Handbuch (Leipzig, 1887-[1893])
- Systematische Modulationslehre als Grundlage der musikalischen Formenlehre (Hamburg, 1887)
- Katechismus der Musik (Allgemeine Musiklehre) (Leipzig, 1888), ab der 5. Auflage als Allgemeine Musiklehre (Handbuch der Musik)
- Katechismus der Musikgeschichte, 2 Teile (Leipzig 1888, 1889), ab der 5. Auflage 1914 als Abriß der Musikgeschichte
- Katechismus der Musikinstrumente (Instrumentationslehre) (Leipzig, 1888), ab der 5. Auflage als Handbuch der Musikinstrumente
- Katechismus der Orgel (Leipzig, 1888), ab der 4. Auflage als Handbuch der Orgel
- Katechismus des Klavierspiels (Leipzig, 1888), ab der 5. Auflage 1916 als Handbuch des Klavierspiels
- Lehrbuch des einfachen, doppelten und imitierenden Kontrapunkts (Leipzig, 1888)
- Wie hören wir Musik? Drei Vorträge (Leipzig, 1888)
- Katechismus der Kompositionslehre, 2 Teile (Leipzig, 1889), ab der 2. Auflage 1897 als Grundriß der Kompositionslehre
- Katechismus des Generalbaß-Spiels (Leipzig, 1889), ab der 2. Auflage 1903 als Anleitung zum Generalbaß-Spielen
- Katechismus des Musik-Diktats (Leipzig, 1889), ab der 4. Auflage 1916 als Handbuch des Musik-Diktats
- Katechismus der Fugen-Komposition, 3 Teile, Teile 1 und 2: Analyse von Johann Sebastian Bachs «Wohltemperiertem Klavier» (Leipzig, 1890/91), ab der 3. Auflage 1914-1916 als Handbuch der Fugen-Komposition, Teil 3: Analyse von Johann Sebastian Bachs «Kunst der Fuge» (Leipzig, 1894), ab der 2. Auflage 1917 als dasselbe
- Katechismus der Harmonielehre (Leipzig, 1890), ab der 2. Auflage 1900 als Katechismus der Harmonie- und Modulationslehre, ab der 5. Auflage 1913 als Handbuch der Harmonie- und Modulationslehre
- Katechismus der Musik-Ästhetik (Wie hören wir Musik?) (Leipzig, 1890), ab der 2. Auflage 1903 als Wie hören wir Musik? Grundlinien der Musik-Ästhetik
- Katechismus der Phrasierung (Leipzig, 1890) mit C. Fuchs, ab der 2. Auflage 1900 als Vademecum der Phrasierung, in der 8. Auflage als Handbuch der Phrasierung
- Katechismus der Akustik (Musikwissenschaft) (Leipzig, 1891), ab der 2. Auflage 1914 als Handbuch der Akustik
- Katechismus der Gesangskomposition (Leipzig, 1891), die 3. Auflage 1921 als Handbuch der Gesangskomposition
- Vereinfachte Harmonielehre (London/New York, 1893)
- Präludien und Studien, 5 Bände, Band 1 (Frankfurt/Main, 1895), Band 2/3 (Leipzig, 1900/1901), Band 4/5 Druck in Vorbereitung (herausgegeben von Robert Schmitt-Scheubel/Rudolph Stephan/Helga de la Motte-Haber)
- Notenschrift und Notendruck (Leipzig, 1896)
- Geschichte der Musiktheorie im IX.-XIX. Jahrhundert (Berlin, 1898)
- Die Elemente der musikalischen Ästhetik (Berlin/Stuttgart, 1900)
- Epochen und Heroen der Musikgeschichte, in: Spemanns goldenes Buch der Musik, herausgegeben unter Mitwirkung von K. Grunsky u. a. (Berlin/Stuttgart, 1900)
- Geschichte der Musik seit Beethoven (1800-1900) (Berlin/Stuttgart, 1900)
- Anleitung zum Partiturspiel (Leipzig, 1902)
- Große Kompositionslehre, 3 Bände, Band 1: Der homophone Satz (Berlin/Stuttgart, 1902), Band 2: Der polyphone Satz (Berlin/Stuttgart, 1903), Band 3: Der Orchestersatz und der dramatische Gesangstil (Stuttgart, 1913)
- Katechismus der Orchestrierung (Leipzig, 1902), ab der 3. Auflage 1919 als Handbuch der Orchestrierung
- System der musikalischen Rhythmik und Metrik (Leipzig, 1903)
- Handbuch der Musikgeschichte, 2 Bände in 5 Teilen, Teil 1,1: Die Musik des klassischen Altertums (Leipzig, 1904), Teil 1,2: Die Musik des Mittelalters (Leipzig, 1905), Teil 2,1: Das Zeitalter der Renaissance (Leipzig 1907), Teil 2,2: Das Generalbasszeitalter (Leipzig, 1912), Teil 2,3: Die Musik des 18. und 19. Jh. (Leipzig, 1913)
- Elementar-Schulbuch der Harmonielehre (Leipzig, 1906)
- Normal-Klavierschule für Anfänger (Leipzig, 1906)
- Verloren gegangene Selbstverständlichkeiten in der Musik des 15.-16. Jh. (Langensalza, 1907)
- Grundriß der Musikwissenschaft (Leipzig, 1908)
- Kleines Handbuch der Musikgeschichte (Leipzig, 1908)
- Johannes Brahms und die Theorie der Musik (München, 1909)
- Spontane Phantasietätigkeit und verstandesmäßige Arbeit in der tonkünstlerischen Produktion (Leipzig, 1909)
- Studien zur byzantinischen Musik, 2 Teile, Teil 1: Die byzantinische Notenschrift im 10. bis 15. Jh. (Leipzig, 1909), Teil 2: Neue Beiträge zur Lösung der Probleme der byzantinischen Notenschrift (Leipzig 1915)
- Die Beck-Aubry`sche «modale Interpretation» der Troubadourmelodien, in SIMG 11, 1909/1910
- Beethovens Prometheus-Musik. Ein Variationenwerk, in: Die Musik 9, 1909/10
- «Basso ostinato» und «Basso quasi ostinato», in: Festschrift R. von Liliencron, 1910
- Beethovens Streichquartette (Berlin/Wien, 1910)
- Johann Stamitzs Melodik, in: Neue Musik-Zeitung 31, 1910
- Kompendium der Notenschriftkunde (Regensburg, 1910)
- 6 Streichquartette von Franz Xaver Richter, in: Blätter für Haus- und Kirchenmusik 15, 1910/1911
- John Playford`s Division Violin und Michel Farinelli`s Folies d`Espagne, in: Die Musik 10, 1910/1911
- Wann machte Händel die Bekanntschaft Steffanis?, in: Merker 2, 1910/1911
- Giebt es Doppel-Harmonien?, in: Festschrift F. Pedrell, Tortosa, 1911
- Der «Basso ostinato» und die Anfänge der Kantate, in: SIMG 13, 1911/12
- Stumpf's «Konkordanz und Dikordanz», in: ZIMG 13, 1911/1912
- Tonhöhenbewußtsein und Intervallurteil, in: ZIMG 13, 1911/1912
- Musikgeschichte in Beispielen (Leipzig, 1912)
- Die rhythmische Struktur der Basses dances der Handschrift 9085 der Brüsseler Kgl. Bibliothek, in: SIMG 14, 1912/1913
- Eine siebensätzige Tanzsuite von Monteverdi vom J.1607, in: SIMG 14, 1912/1913
- Die Taktfreiheiten in Brahms` Liedern, in: Die Musik 12, 1912/1913
- Τε Τα Τη Τω und NoEANe, in: ZIMG 14, 1912/1913
- Γιγνόμενον und Γεγονός beim Musikhören. Ein aristoxenischer Beitrag zur modernen Musikästhetik (Berlin, 1913)
- Gedehnte Schlüsse im Tripeltakt der Altklassiker, in: ZIMG 15, 1913/14
- Das begleitete Kunstlied im 14. Jh., 1914/1915
- Ideen zu einer «Lehre von den Tonvorstellungen», in: JbP 21/22, 1914/15
- Folkloristische Tonalitätsstudien, Teil 1: Pentatonik und tetrachordale Melodik (Leipzig, 1916)
- Neue Beiträge zu einer Lehre von den Tonvorstellungen, in:JbP 23, 1916
- L. van Beethovens sämtliche Klavier-Solosonaten, 3 Teile (Berlin, 1918, 1919, 1919)
- Die Phrasierung im Lichte einer Lehre von den Tonvorstellungen, in: ZfMw 1, 1918/19

### Wprowadzenia do dzieł
- Ludwig van Beethoven, Streichquartett Es-dur op. 127
- Ludwig van Beethoven, Streichqartett B-dur op. 130, Streichquartett-Fuge B-Dur op. 133
- Ludwig van Beethoven, Streichquartett cis-moll op. 131
- Ludwig van Beethoven, Streichquartett a-moll op. 132
- Ludwig van Beethoven, Streichquartett F-dur op. 135
- Johannes Brahms, 3. Symphonie F-dur op. 90
- Johannes Brahms, 4.Symphonie e-moll op. 98
- P.I.Čajkovskij, Symphonie «Manfred» h-moll op. 58
- P.I.Čajkovskij, 6.Symphonie «Pathétique» h-moll op. 74
- Felix Mendelssohn Bartholdy, «Lobgesang» op. 52
- Nikolai Andrejewitsch Rimski-Korsakow, «Scheherazade» op. 35
- Robert Schumann, 4. Symphonie d-moll op. 120
- Robert Volkmann, 1 Symphonie d-moll op. 44
- Robert Volkmann, 2. Symphonie B-dur op. 53
- Richard Wagner, «Huldigungsmarsch» WWV 97
- Richard Wagner, «Kaisermarsch» WWV 104

### Opracowania i tłumaczenia
- A. F. Christiani, The Principles of Expression in Pianoforte Playing (New York, 1885), als: Das Verständnis im Klavierspiel (Leipzig, 1886)
- F. A. Gevaert, Nouveau traité d´instrumentation (Paris/Brüssel, 1885), als: Neue Instrumenten-Lehre (Leipzig, 1887)
- F. A. Gevaert, Les Origines du chant liturgique de l´église latin (Gent, 1890), als:Der Ursprung des röm. Kirchengesanges (Leipzig, 1891)
- A. B. Marx, Die Lehre von der musikalischen Komposition, 4 Teile, bearbeitet von Hugo Riemann
- G. Morphy, Les Luthistes espagnols du XVIe siècle (Die spanischen Lautenmeister des 16. Jh.) (französisch-deutsch), 2 Teile, 1902
- J.-Ph. Rameau, De la mécanique des doigts sur le clavessin (1724), deutsch im Aufsatz: J. Ph. Rameau als Klavierpädagoge (Leipzig, 1889), in: H. Riemann, Präludien und Studien, Band 2 (1900)
- A. W. Thayer, Ludwig van Beethovens Leben, 5 Bände, deutsch bearbeitet von H. Deiters, revidiert, bearbeitet und herausgegeben von H. Riemann
- Ch.-M. Widor, Technique de l´orchestre moderne (Paris/Brüssel, 1904), als: Die Technik des modernen Orchesters (Leipzig, 1904)

### Edycje
- Sinfonien der pfalzbayerischen Schule (Mannheimer Symphoniker), 3 Teile, 1902, 1906, 1907
- J. Schobert, Ausgewählte Werke, 1909
- A. Steffani, Ausgewählte Werke, Teil 2/3, 1911/1912
- Mannheimer Kammermusik des 18.Jh., 2 Teile, 1914/1915